# جلان روز
جلان روز (بالإنجليزية: Glen Rose)‏ هو مدرب كرة سلة أمريكي، ولد في 23 أبريل 1905، وتوفي في 3 سبتمبر 1994.

## وصلات خارجية
- جلان روز على موقع كلية كرة السلة في سبورتس رفرنس.كوم (الإنجليزية)